# Polystichtis asteria
Polystichtis asteria är en fjärilsart som beskrevs av Hans Ferdinand Emil Julius Stichel 1911. Polystichtis asteria ingår i släktet Polystichtis och familjen Riodinidae. Inga underarter finns listade i Catalogue of Life.